# Карл V (император Священной Римской империи)
Карл V Габсбург (лат. Carolus V, нидерл. Karel V, нем. Karl V., фр. Charles Quint; 24 февраля 1500[…], Гент, Габсбургские Нидерланды — 21 сентября 1558[…], Юсте, Королевство Кастилия и Леон) — король Испании (Кастилии и Арагона) под именем Карлос I (исп. Carlos I) с 23 января 1516 года, король Германии (римский король) с 28 июня 1519 (коронован в Ахене 23 октября 1520 года) по 1556 год, император Священной Римской империи с 1519 года (коронован 24 февраля 1530 года в Болонье папой римским Климентом VII). Крупнейший государственный деятель Европы первой половины XVI века, внёсший наибольший вклад в историю среди правителей того времени. Карл V — последний император, официально коронованный римским папой, он же — последний император, отпраздновавший в Риме триумф. Правитель первой в мире трансатлантической империи.

## Происхождение
Карл был сыном герцога Филиппа Бургундского и испанской инфанты Хуаны. Он родился во владениях отца, в городе Генте. Отец, пытавшийся унаследовать кастильскую корону от своей знаменитой тёщи, проводил много времени в испанских владениях. Карл оставался жить в Нидерландах. Его родным языком был голландский, знания других языков в юности были скромными. После вступления на испанский престол он выучил кастильский. К концу жизни он уже неплохо владел многими языками.
В 1506 году Филипп умер, а Хуана сошла с ума. Карл до 17 лет жил под покровительством тётки, Маргариты Австрийской, правительницы Нидерландов. До самой смерти он поддерживал с ней нежные отношения.

## Земли Карла V
Благодаря скрещению династических линий Карл получил в наследство огромные территории в Западной, Южной и Центральной Европе, доныне никогда не объединявшиеся:
- от отца, Филиппа I: Бургундские Нидерланды, Люксембург, Артуа, Франш-Конте
- от матери, Хуаны I: Кастилию, Леон, Андалусию, Канарские острова и Вест-Индию
- от деда по материнской линии Фердинанда II Арагонского: Арагон, Каталонию, Валенсию, Руссильон, Неаполь, Сицилию, Сардинию, Балеарские острова
- от деда по отцовской линии Максимилиана I: Австрию, Штирию, Каринтию, Тироль

Кроме наследственных он также присоединил земли: Гельдерн, Ломбардию, Тунис, Новую Гранаду, Новую Испанию, Перу и ряд прочих земель.
Никто из европейских монархов ни до, ни после не имел так много титулов. Одних только королевских корон у Карла было формально более десятка — он одновременно был королём Леона, Кастилии, Валенсии, Арагона, Галисии, Севильи, Мальорки, Гранады, Наварры, Сицилии, Неаполя, Венгрии, Хорватии и прочее, а также королём Германии, Италии и Бургундии и титулярным королём Иерусалима.

## Молодость и первые титулы

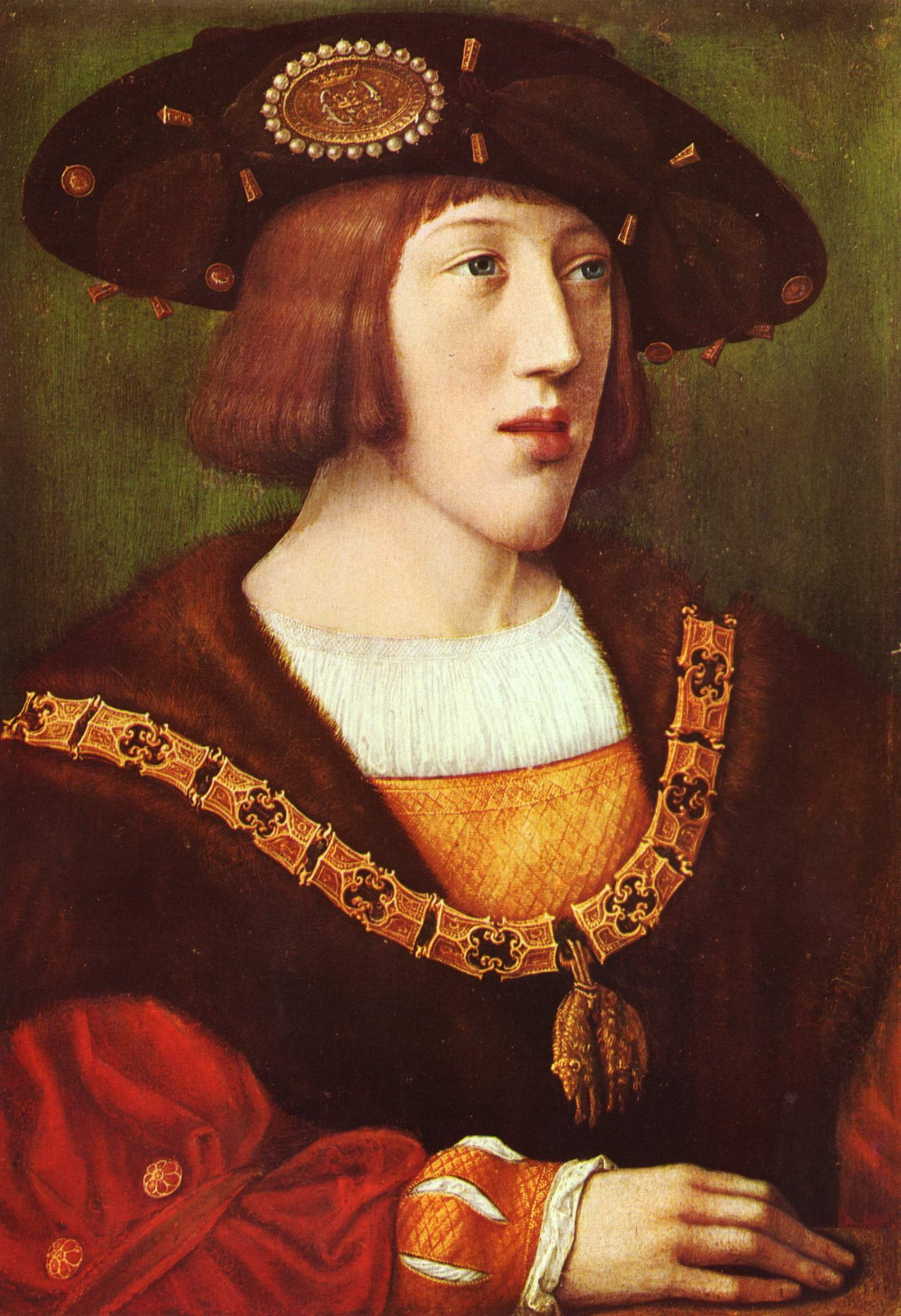
Молодой Карл V на портрете Орлея

В возрасте пятнадцати лет Карл по настоянию бургундских штатов принял на себя звание герцога Бургундского в Нидерландах (1515).

### Король Испании
Фактически Испания впервые объединилась именно под скипетром Карла. Поколением раньше она была разделена на королевства, принадлежащие двум правителям Изабелле (королевство Кастилия) и Фердинанду II (королевство Арагон). Брак этих двух монархов Испанию не объединил, каждая часть сохранила самостоятельность, и каждый государь управлял ею независимо, но фундамент будущего объединения был заложен. Изабелла Кастильская умерла в 1504 году. После её смерти Кастилия по завещанию отошла к её дочери Хуане Безумной, матери Карла, однако фактически Кастилией управлял её отец Фердинанд II в качестве регента.
Фердинанд II скончался в 1516 году. Карл унаследовал от деда Арагон и опеку над Кастилией (Хуана Безумная была всё ещё жива. Она скончается в монастыре всего лишь на три года раньше Карла). Тем не менее, Карл не стал объявлять себя регентом Кастилии, а предпочёл всю полноту власти. 14 марта 1516 он провозгласил себя королём Кастилии и Арагона.
Попытка поставить страну перед свершившимся фактом спровоцировала бунт — так называемое восстание комунерос в Кастилии в 1520—1522 годах. Собрание кастильских ко́ртесов в Вальядолиде напомнило ему, что у матери, заточённой в монастыре, больше прав, чем у сына. В конце концов Карл достиг согласия в переговорах с кортесами. Хуана формально оставалась королевой Кастилии.

#### Титулование

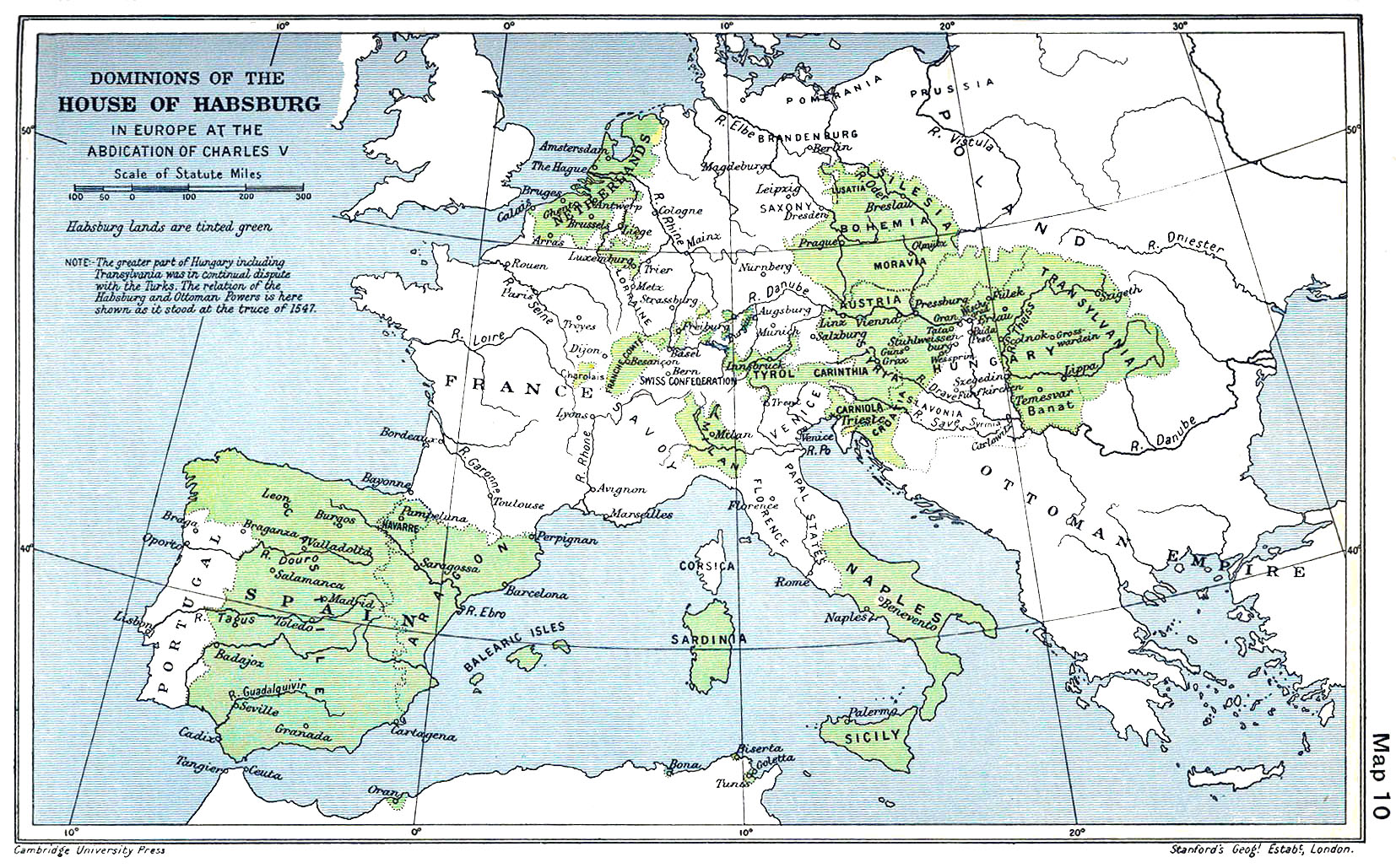
Европейские владения Карла V в 1555

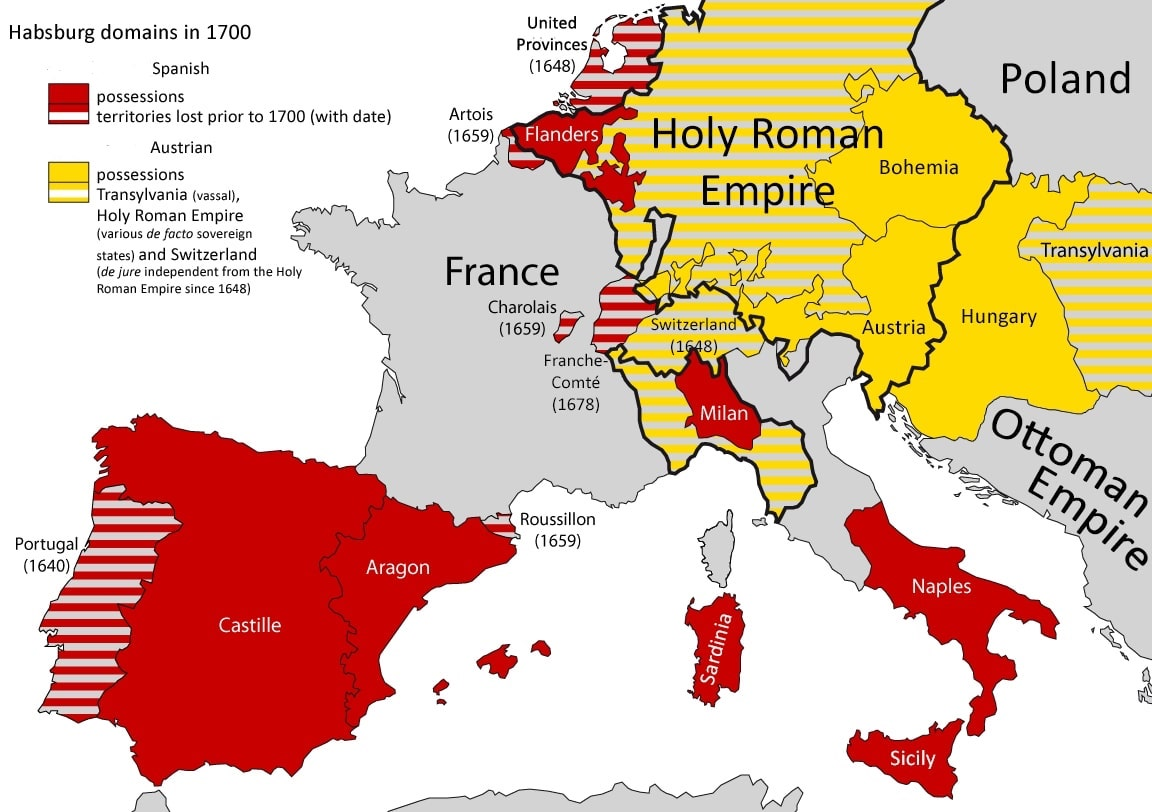
Все владения на 1556 год

Де-факто именно Карл был первым правителем единой Испании в 1516—1556 годах, хотя титул «король Испании» стал носить первым лишь его сын Филипп II. Сам Карл официально был королём Арагона (как Карл I, исп. Carlos I, 1516—1556), в Кастилии же — регентом своей матери Хуаны Безумной, объявленной недееспособной после смерти отца Карла — короля-консорта Филиппа (1504—1506), и лишь один год — королём (1555—1556).
Он сам называл себя сложно: «Избранный император христианского мира и Римский, присно Август, а также католический король Германии, Испаний и всех королевств, относящихся к нашим Кастильской и Арагонской коронам, а также Балеарских островов, Канарских островов и Индий, Антиподов Нового Света, суши в Море-Океане, Проливов Антарктического Полюса и многих других островов как крайнего Востока, так и Запада, и прочая; эрцгерцог Австрии, герцог Бургундии, Брабанта, Лимбурга, Люксембурга, Гельдерна и прочая; граф Фландрии, Артуа и Бургундии, пфальцграф Геннегау, Голландии, Зеландии, Намюра, Руссильона, Серданьи, Зютфена, маркграф Ористании и Готциании, государь Каталонии и многих других королевств в Европе, а также в Азии и Африке господин и прочая».
Гербом Карла были геркулесовы столбы — путь Европы к заморским странам; девизом — plus ultra — «всё дальше» .

## Избрание императора, реформы

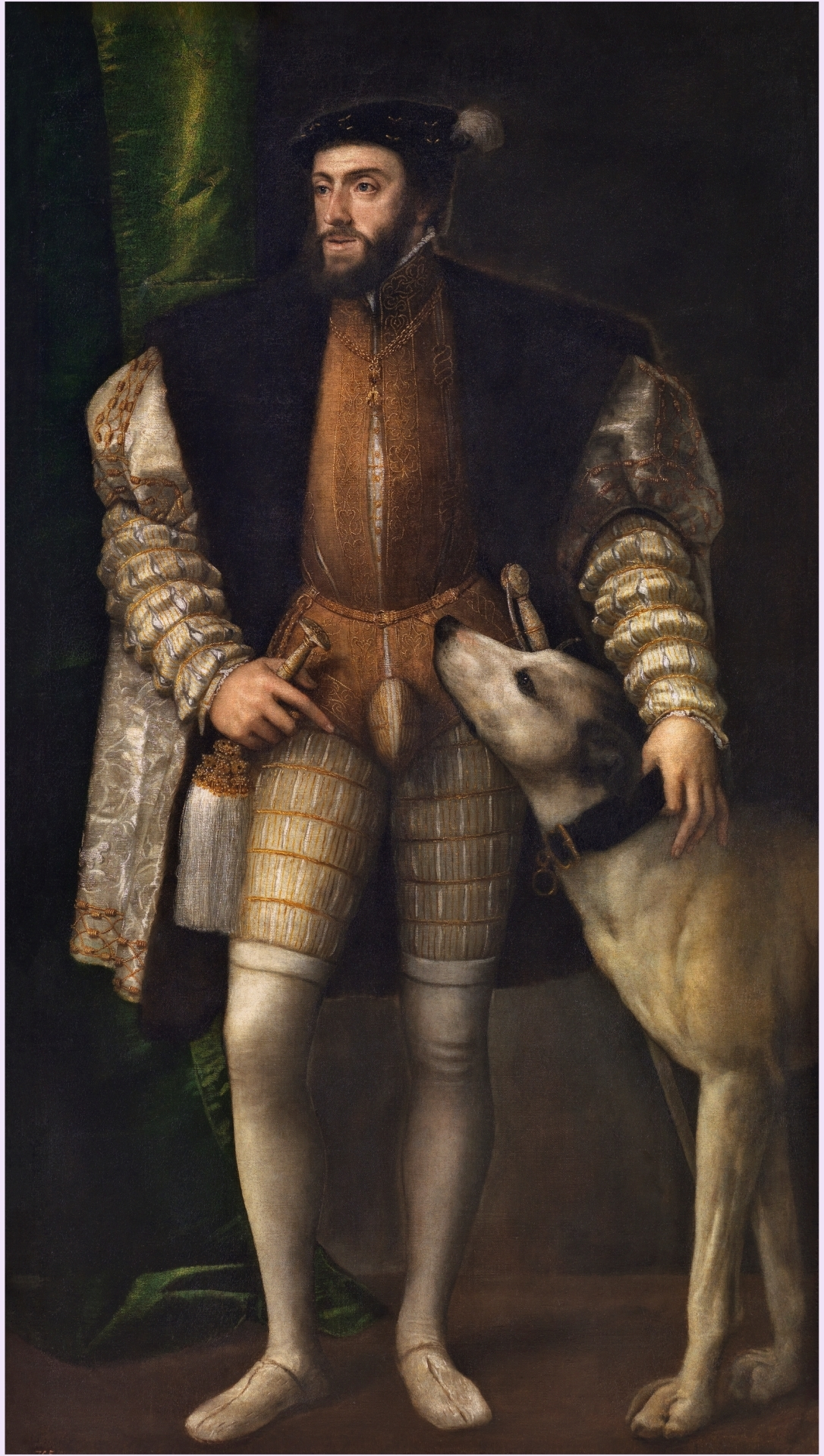
На портрете кисти Тициана (1532-33)

28 июня 1519 года коллегия германских курфюрстов во Франкфурте единогласно избрала королём Германии (официальный титул — король римлян) Карла V. 23 октября 1520 года Карл коронован в Ахене. При этом Карл V провозгласил себя и «избранным» императором Священной Римской империи, таким образом лишая папский престол прерогативы назначения и коронации императоров. Общего признания за собой этого титула он добился позже, после побед над Францией и Римом. В итоге он все же был официально коронован императором в 1530 году папой Климентом VII в Болонье. Это был последний случай коронации императоров папами. Титул императора стал впоследствии неразрывно связан с выборным титулом короля Германии.
В период правления Карла V был составлен уголовный кодекс (принят в 1532 году), впоследствии получивший название Constitutio Criminalis Carolina (C.C.C.; нем. Peinliche Gerichtsordnung Karl’s V — P.G.O.). Он представляет собой процессуальный кодекс, 77 из 219 его статей посвящены материальному уголовному праву. По своему содержанию Каролина занимает промежуточное положение между римским и германским правом. Кодекс отличался особой жестокостью мер наказания и действовал до конца XVIII века.

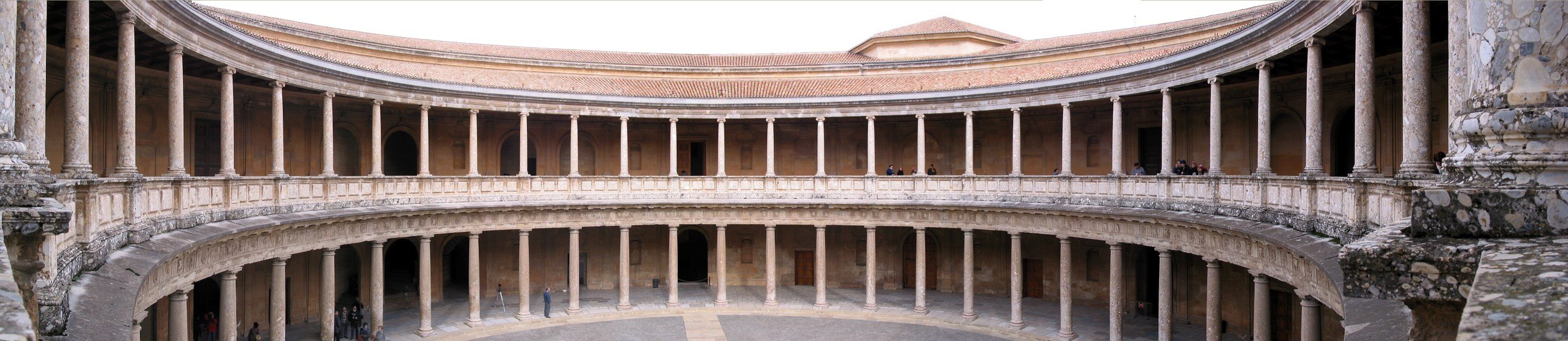
Во дворце Карла V на территории Альгамбры

## Войны и внешняя политика Карла

### С Францией

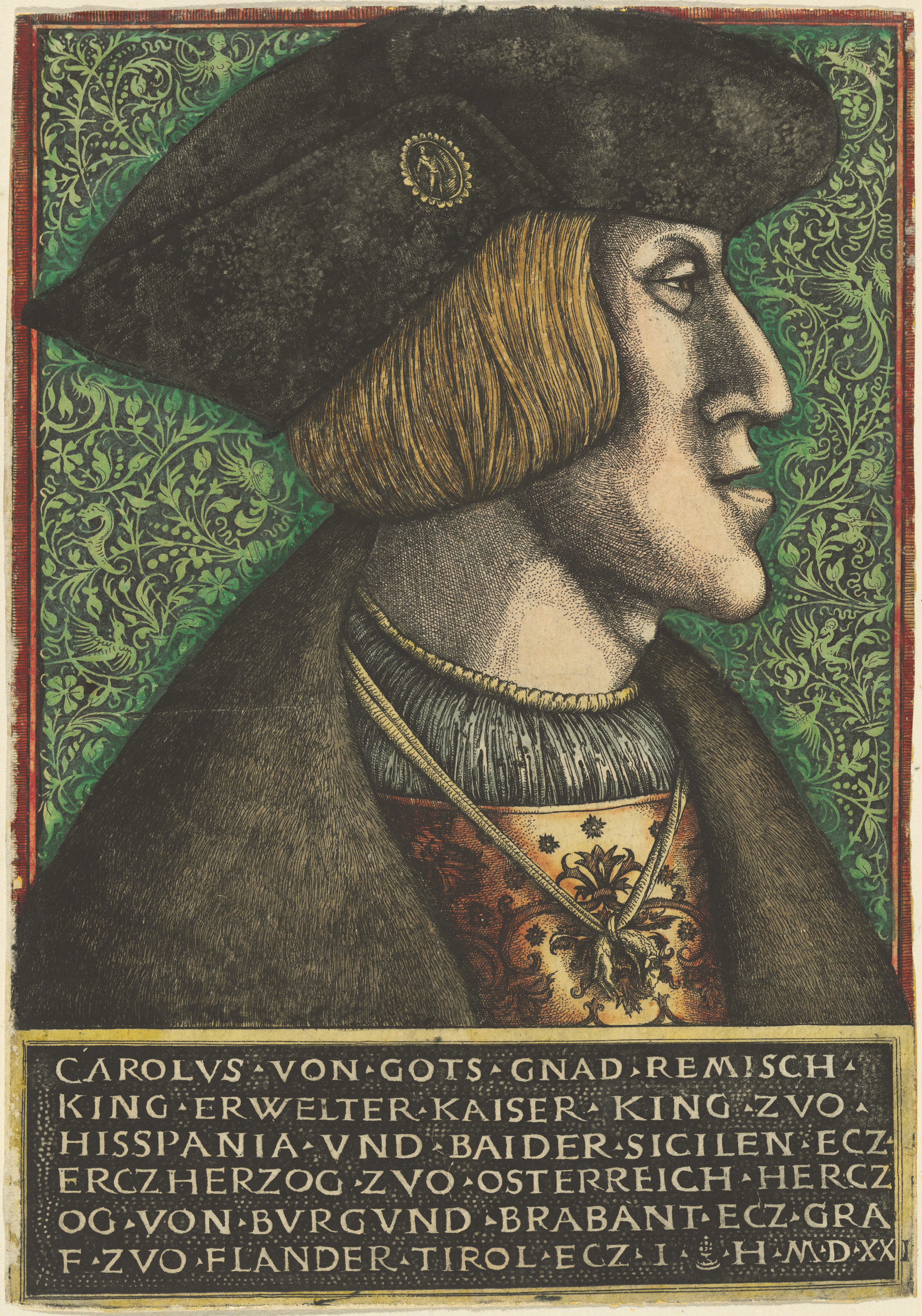
Карл V. Офорт Даниэля и Иеронима Хопферов (1520)

Сосредоточения огромных территорий в руках Карла опасалась Франция. Спорных вопросов у Карла и короля Франции Франциска I накопилось немало. Карл предъявлял претензии на герцогство Бургундское и требовал возвращения Милана семейству Сфорца. Франциск покровительствовал королю Наварры и неофициально поддерживал его в войне за утраченные наваррские территории. Все эти частные взаимные претензии, однако, лишь выражали стремление обеих стран к гегемонии на европейском континенте.
Открытое противостояние началось в 1521 году, когда имперские войска вторглись в Северную Францию, а французы двинули свои войска на помощь наваррскому королю. Испанская армия разбила наваррцев и вернула Памплону. На севере Франции после разорения нескольких небольших городов и взятия Турне к концу года Карлу все же пришлось отступить. Главным достижением Карла однако стала дипломатическая победа: ему удалось склонить к союзу римского папу и английского короля. В ноябре 1521 года французы были выбиты из Милана, а в апреле следующего года они были наголову разбиты при Бикокке. В то же время англичане атаковали Бретань и Пикардию. В 1523 году из войны вышла Венеция — союзник Франции. Французское королевство оказалось в тяжёлом положении.

Медаль с изображением Карла V, выпущенная миланским сенатом

В 1524 году имперские войска перешли через Альпы, вторглись в Прованс и взяли в осаду Марсель. В 1525 году при Павии — к югу от Милана — сошлись две 30-тысячные армии. Карл разбил французскую армию и даже взял в плен французского короля Франциска I. Карл принудил пленённого короля подписать Мадридский договор (14 января 1526), по которому признавались притязания Карла на Италию, а также его права феодального сюзерена на Артуа и Фландрию. В заложниках оставались два сына Франциска. Однако, как только королю удалось получить свободу, он объявил договор недействительным и 22 мая 1526 года созвал против Карла Коньякскую лигу (вошли Флоренция, Милан, Венеция, Генуя, папа и Англия).
Снова конфликт происходил в Италии. После побед Карла императорская армия разграбила Рим в мае 1527 года. В 1528 году Карл заключил мир с королём Англии Генрихом VIII, а генуэзцы перешли на его сторону, в 1529 году заключён Камбрейский мирный договор с Францией и мир с папой Климентом VII. В 1530 году был полностью разбит последний противник Карла — Флорентийская республика. По Камбрейскому мирному договору августа 1529 года сумма выкупа за двух французских принцев назначалась в размере 2 млн золотых экю, из которых 1,2 млн следовало выплатить немедленно, а также Габсбурги заполучили Милан и вытеснили французов с Апеннинского полуострова, утвердив там своё присутствие на многие века. Это, пожалуй, было одним из главных достижений Карла, хотя разорённая и обнищавшая Италия была далеко не столь ценным трофеем, как прежде. Франциск затеял против Карла ещё две войны (1536—1538 и 1542—1544), но изменить положение не смог.
В 1544 году был заключён мирный договор в Крепи, по которому Франциск I отказался от своих завоеваний в Италии, в частности от Миланского герцогства и принадлежащего Испании Неаполитанского королевства. Карл V, в свою очередь отказался от притязаний на Бургундию. Кроме этого Франциск обещал Карлу военную помощь в борьбе против турок. Заключение договора позволило Карлу сконцентрировать силы в борьбе против Шмалькальденского союза и турок.
После смерти Франциска I в 1547 году его сын, Генрих II вступил в союз с немецкими протестантами и напал на Лотарингию, завоевал Туль и Верден и занял Нанси. Таким образом, вплоть до отречения Карла от престола, военные действия против Франции продолжались. Мирный договор в Като-Камбрези был подписан уже во время правления Филиппа II.

### С Османской империей

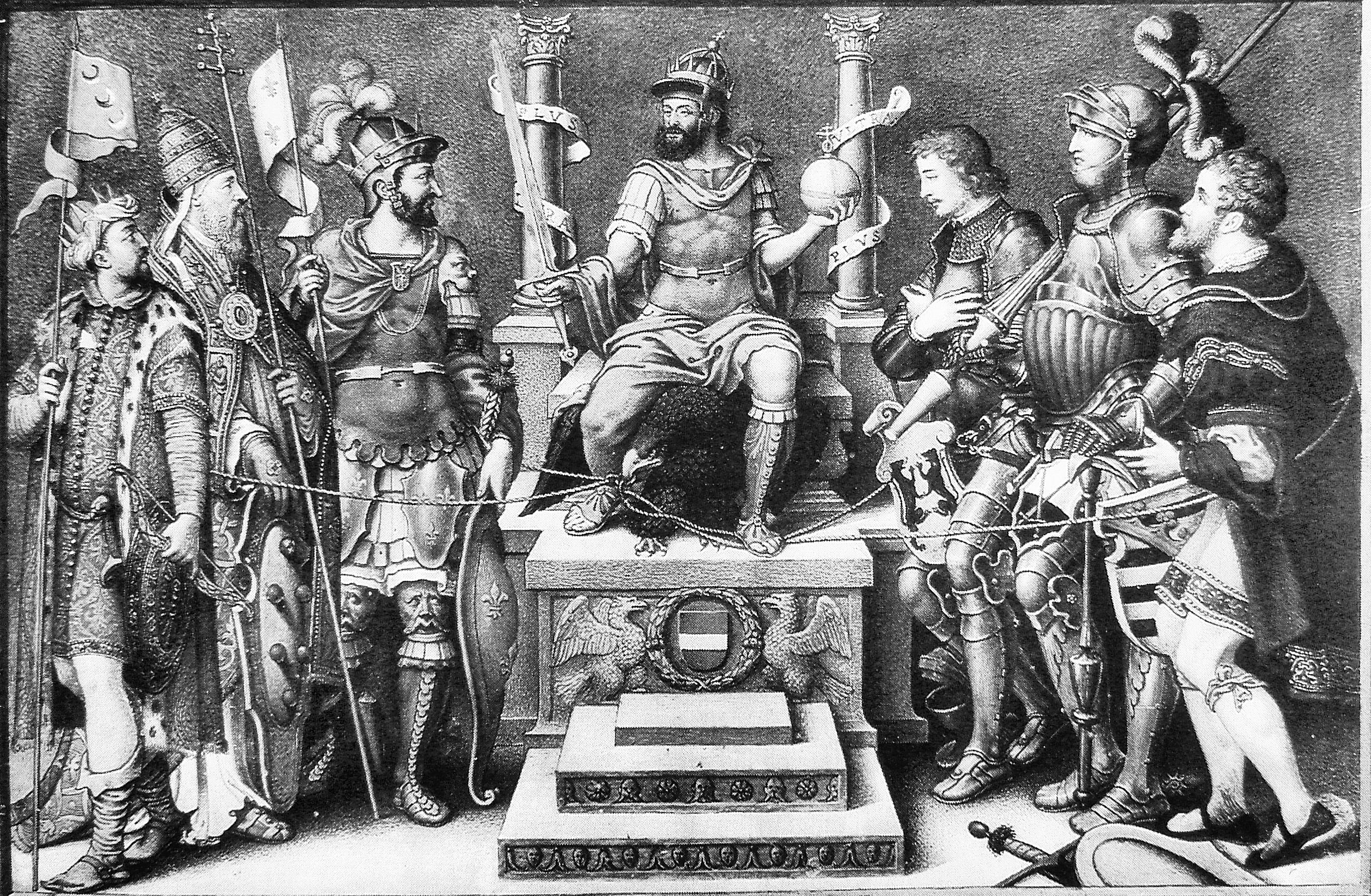
Джулио Кловио. «Карл V в окружении поверженных врагов»

В образе защитника христианства (за что Карла прозвали «Божьим знаменосцем») он воевал против Турции. В конце 1529 году турецкие войска осадили Вену, уже имея за спиной покорённую Венгрию. Но наступившая зима заставила их отступить. В 1532 году так же ни с чем турки ушли из-под крепости Кёсег в западной Венгрии. Используя перерыв в войне, Карл в 1535 году отправил флот к берегам Туниса. Флот Карла взял город и освободил тысячи обращённых в рабство христиан. Здесь была возведена крепость и оставлен испанский гарнизон. Однако эта победа была сведена на нет исходом сражения при Превезе (в Эпире) в 1538 году, когда христианам противостоял заново выстроенный султаном Сулейманом I Великолепным турецкий флот. Теперь турки вновь господствовали в Средиземном море (до битвы при Лепанто в 1571 году).
В 1541 году Карл пытался с помощью флота взять Алжир, но корабли разметало по морю внезапной бурей. Пользуясь турецко-персидским конфликтом, в 1545 году Карл подписал с султаном перемирие, а затем и мир (1547) сроком на пять лет. Габсбургам пришлось даже выплачивать Сулейману дань, поскольку он постоянно угрожал владениям Карла в Испании и Италии, а также в Австрии.

### В Германии
Пытаясь восстановить религиозное единство своей империи (Мартин Лютер высказал свои идеи ещё в 1517 году), Карл активно вмешивался в дела германских правителей. Признаками распада I Рейха были: т. н. Рыцарская война 1522—1523 годов, когда союз лютеранских аристократов напал на земли, принадлежавшие Трирскому архиепископу и курфюрсту, и Крестьянская война 1524—1525 годов. Карл воевал с лютеранской Шмалькальденской лигой. 24 апреля 1547 года — через год после смерти Лютера — при Мюльберге (на Эльбе) войска Карла, которыми командовал Фернандо Альварес де Толедо герцог Альба, одержали крупную победу. Однако вынужденный тратить людей и деньги на итальянские войны и многие другие дела император не смог остановить рост сепаратизма в Германии, распространение там протестантизма и разграбление протестантами собственности Католической церкви. Его брат Фердинанд был вынужден заключить с князьями-протестантами Аугсбургский мир.

### Мореплавание и освоение Америки
Испания при Карле V продолжала играть ведущую роль в Великих географических открытиях, организовав в 1519 году экспедицию Магеллана с целью поиска западного пути к богатой пряностями Юго-Восточной Азии. В годы его правления происходят важнейшие события Конкисты — завоевание Мексики Кортесом и империи инков — Писарро. С середины XVI века поток драгоценных металлов, которые привозились через Атлантику из рудников Чили и Мексики, стал важным подспорьем политики Карла V и его испанских наследников, позволявшим оплачивать многочисленные войны.

## Отход от дел

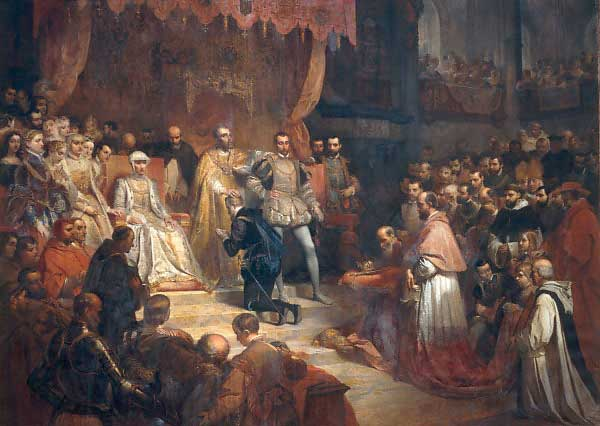
«Отречение Карла V», картина Луи Галле

Разочаровавшись в идее строительства всеевропейской империи, после заключения Аугсбургского религиозного мира Карл 25 октября 1555 года отказался от Нидерландов в пользу сына Филиппа. 16 января 1556 года он, также в пользу Филиппа, сложил с себя испанскую корону, в том числе отдал владения Испании в Италии и Новом Свете. Хотя Карл изъявлял желание отказаться от императорской власти ещё в 1556 году, курфюрсты приняли его отречение и избрали императором Фердинанда лишь в феврале 1558 года. Бывший император удалился в монастырь Юсте близ Ка́сереса (Эстремадура), где и провёл остаток жизни. Похоронен в королевской усыпальнице Эскориала.

## Брак и потомство

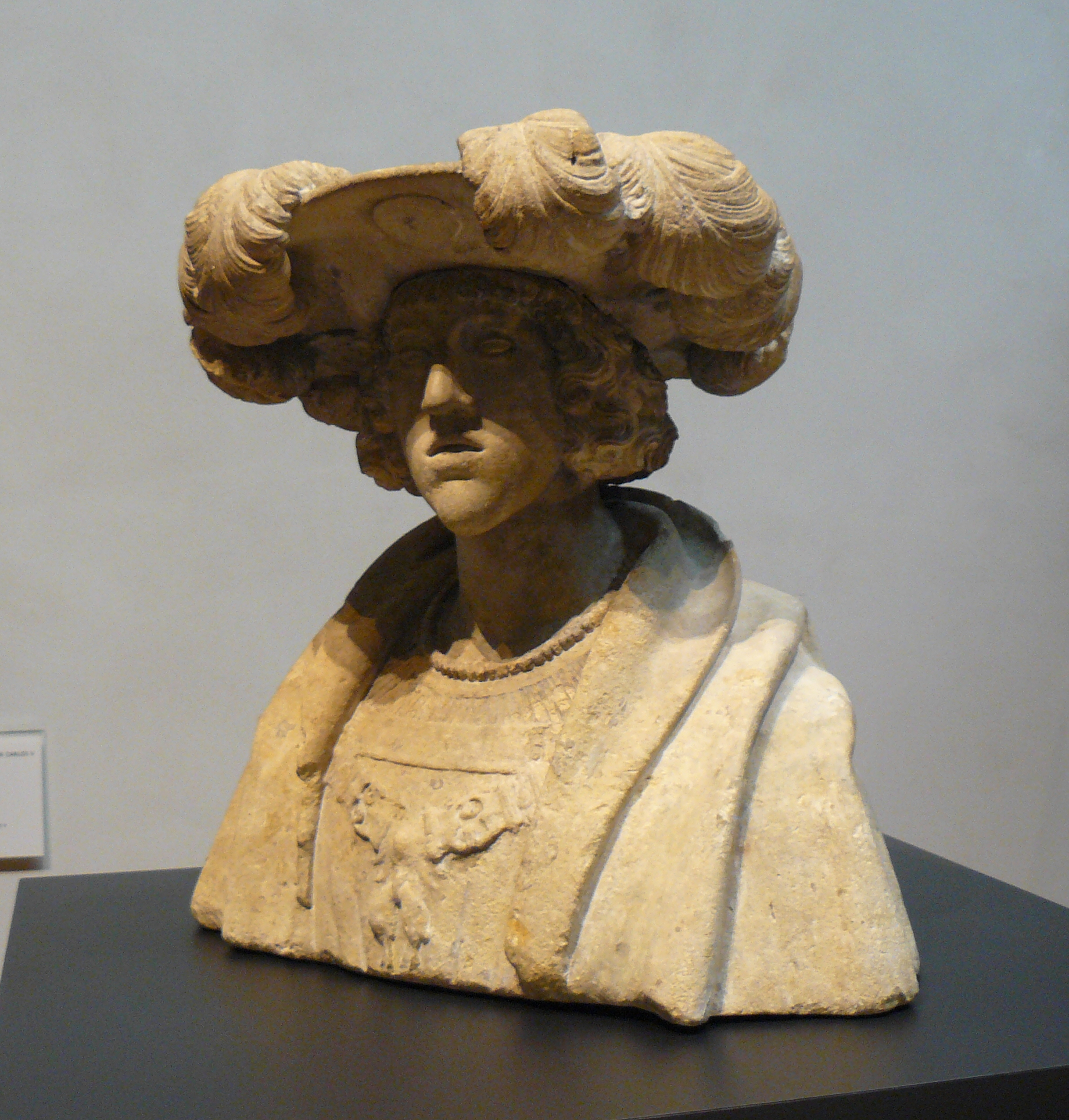
Карл в юности

В 1526 году Карл женился на Изабелле Португальской. Она приходилась ему двоюродной сестрой (их матери Хуана и Мария были сёстрами). Это был один из многих близкородственных браков в династии, в конце концов, приведших род испанских Габсбургов к физическому вырождению в 1700 году.
Их дети:
- Филипп II (21 мая 1527 года — 13 сентября 1598 года), король Испании
- Мария (21 июня 1528 года — 26 февраля 1603 года) — с 1548 года жена императора Максимилиана II.
- Изабелла (1529)
- Фердинанд (22 ноября 1529 года — 13 июля 1530 года)
- мертворождённый сын (29 июня 1534)
- Хуана (26 июня 1535 года — 7 сентября 1573 года) — с 1552 года жена Жуана Мануэля, инфанта Португалии
- Хуан (19 октября 1537 — 20 марта 1538)
- мертворождённый сын (21 апреля 1539)

В возрасте 36 лет Изабелла умерла. Карл больше не женился. Но имел любовниц, которые родили ему детей:
- Жермена де Фуа:
  - дочь Изабелла Кастильская[источник не указан 2782 дня].
- Иоханна Мария ван дер Гейнст:
  - дочь Маргарита Пармская — правительница Нидерландов[источник не указан 2782 дня].
- Барбара Бломберг:
  - сын Хуан Австрийский[15]

## Оценка историками
На протяжении долгого времени в оценках политики Карла V превалировали национальные мотивы. Многие немецкие историки, особенно консервативные, видели в ней воплощение германских интересов. Однако испанские историки видели продолжение политики Фердинанда Арагонского и Изабеллы Кастильской. Таким образом, они ставили именно Испанию в центр политики Карла V. Они видели в его политике олицетворение единства Испании и католической церкви.
После Второй мировой войны, параллельно с созданием Европейского экономического сообщества и развитием идеи европейской интеграции, в политике Карла V стали видеть едва ли не прообраз единой Европы, а самого императора оценивать как «отца Европы».

## Память о Карле V

### Киновоплощения
- 1976 — «Легенда о Тиле» (СССР); в роли — Иннокентий Смоктуновский.
- 2007 (первый сезон) — «Тюдоры» (Ирландия, Канада, Великобритания); в роли — Себастьян Арместо.
- 2011—2014 — «Великолепный век» (Турция); в роли — Юнал Сильвер.
- 2015 — «Карлос, король и император» (Испания); в роли — Альваро Сервантес.
- 2020 (второй сезон) — «Испанская принцесса» (США, Великобритания).
- 2022 — «Император» (Нидерланды, Чехия, Бельгия) режиссёра Ли Тамахори; в роли — Эдриан Броуди.
- 2022 — «Королева змей» (США); в роли — Руперт Эверетт.

### Филателия
Карл V изображён на бельгийской почтовой марке 1941 года.